# Stacja pasażerska
Stacja pasażerska – obiekt infrastruktury usługowej obejmujący dworzec kolejowy lub perony wraz z infrastrukturą umożliwiającą pasażerom dotarcie do peronów, pieszo lub pojazdem, z drogi publicznej lub dworca kolejowego.
Operator stacji pasażerskiej to podmiot zarządzający dworcem kolejowym lub peronem.
Nazwę stacji pasażerskiej określa zarządca linii kolejowej, przy której stacja pasażerska jest położona.